# Faust (Turgenew)

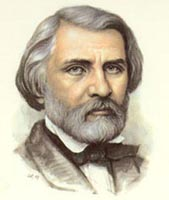
Iwan Turgenew im Jahr 1859

Faust (russisch Фауст) ist eine Novelle in neun Briefen des russischen Schriftstellers Iwan Turgenew, die 1856 geschrieben wurde und im selben Jahr im Oktoberheft des Sowremennik in Sankt Petersburg erschien. Turgenew verarbeitet erzählerisch zwei konträre Konzepte Goethes. Dem faustischen Menschen werden mit der Entsagung Grenzen gesetzt.
Friedrich von Bodenstedts Übertragung ins Deutsche kam 1864 in der Rieger’schen Universitäts-Buchhandlung München heraus.

## Inhalt
Der 1813 geborene Paul Alexandritsch B. hatte bis 1836 mit Simon Nikolaitsch W. die Universität besucht. Dann waren beide verschiedene Wege gegangen. Simon war in Petersburg in den Staatsdienst getreten und Paul war nach Berlin gegangen. Nun sendet Paul aus dem Dorf M. in der russischen Provinz, tausend Werst von Petersburg entfernt, an den Freund Briefe. Diese, in der Zeit vom 6. Juni 1850 bis zum 12. März 1853 geschrieben, umfassen Trauerarbeit und Schuldbekenntnis zugleich; betreffen das Sterben von Pauls geliebter Jugendfreundin Wera.
Paul hat sich auf sein Gut in M. zurückgezogen und begegnet am 11. Juni 1850 seinem Gutsnachbarn Priemkoff. Dieser, ebenfalls ein ehemaliger Kommilitone, eröffnet Paul, er habe Fräulein Wera Elzoff geheiratet.
Paul denkt an jenen Sommer zurück, als er von Berlin aus, für ein paar Monate eine Einladung eines Cousins ins Gouvernement Perm annahm. Dort lernte er die damals 16-jährige Wera, die mit ihrer Mutter auf einem fünf Werst vom Cousin entfernten Gut lebte, kennen und lieben. Die fanatische, abergläubische Mutter, eine Frau von Elzoff, hatte ihre Maximen – zum Beispiel: Beschäftigung mit Poesie kann ins Verderben führen.
Der Sommer verging. Paul musste sich entscheiden – geht er zurück nach Berlin oder heiratet er Wera. Frau von Elzoff nimmt ihm die Entscheidung ab: „Gehen Sie nach Berlin … der Mann für meine Tochter sind Sie nicht.“
Inzwischen, also im Jahr 1850, ist Frau von Elzoff längst gestorben. Wera ist bereits 28 Jahre alt und seit Jahren mit Priemkoff verheiratet. Wera hat drei Kinder zur Welt gebracht. Als Paul seiner Jugendliebe auf Priemkoffs Gut nach den Jahren wiederbegegnet, spricht er seine Vorliebe für Poesie an. Daheim in der Bibliothek hat er die 1828er-Ausgabe des Faust wiederentdeckt. Daraus möchte er gerne rezitieren, erinnert sich jedoch laut an das Poesie-Verbot, seinerzeit von Weras Frau Mama verhängt. Wera winkt ab. Anlässlich Weras Eheschließung hatte die Mutter alle Verbote zurückgenommen.
Paul liest mit nachhaltigem Erfolg den Goethe: Wera weint nach der Rezitation.
In jenem Sommer 1850 kommen sich Paul und Wera auf Priemkoffs Gut wieder näher. Paul registriert, Wera glaubt an Geistererscheinungen. Paul geht darüber hinweg. Welche Wonne, am 7. September 1850 gesteht ihm Wera ihre Liebe. Als rechtschaffener Mann will Paul die verheiratete Geliebte verlassen, doch er bleibt. Im abendlichen Priemkoffschen Garten küsst sich das Paar in aller Heimlichkeit. Da geschieht es. Der Geist der eigenen Mutter erscheint Wera. Paul fühlt sich als Verbrecher. Wera erkrankt und stirbt zwei Wochen später. Während ihrer letzten Tage hatte Wera auf dem Krankenlager von Faust und der strengen Mutter Frau von Elzoff, alias Gretchens Nachbarin Marthe, phantasiert.
Obwohl Paul der Geist der Frau von Elzoff nicht erschienen war, tendiert Paul nun ebenfalls zu einem Geisterglauben, wenn er an den Briefpartner Simon nach Petersburg schreibt: „Frau von Elzoff hat eifersüchtig ihre Tochter bewacht, sie behütet bis ans Ende und beim ersten unvorsichtigen Schritte zu sich ins Grab gezogen.“ Paul resümiert: „Das Leben ist kein Scherz und kein Spiel, das Leben ist auch kein Genuß … Das Leben ist eine schwere Arbeit. Entsagung, beständige Entsagung – das ist sein geheimer Sinn …“

## Textausgaben
- Faust. Aus dem Russischen von Claire von Glümer. 318 Seiten. München 1872.
- Stilleben. Faust. Die erste Liebe. Drei Novellen. Gebrüder Behre, Hamburg 1881.
- Faust. Eine Erzählung in neun Briefen, S. 83–138 in: Iwan Turgenew: Gesammelte Werke. Bd. 5: Novellen. Herausgegeben und aus dem Russischen übertragen von Johannes von Guenther. 365 Seiten Aufbau-Verlag, Berlin 1952.

- Faust. Zwei Novellen. Aus dem Russischen übersetzt und mit einem Nachwort versehen von Dorothea Trottenberg (enthält noch: Ein Briefwechsel), 157 Seiten. Dörlemann, Zürich 2007, ISBN 978-3-908777-33-5.

Verwendete Ausgabe:
- Iwan Turgenjew: Faust. Übertragung ins Deutsche von Friedrich von Bodenstedt. Federzeichnungen von Hanns Georgi. 88 Seiten. Union Verlag, Berlin 1961.